# Мартьянов, Евгений Александрович
Евгений Александрович Мартьянов (27 апреля 1959, Ярославль) — советский и российский футболист, выступавший на позиции полузащитника. Известен по выступлениям за ярославский «Шинник», за который провёл более 400 матчей. Сыграл 50 матчей и забил 1 гол в высшей лиге России.

## Биография
В 11-летнем возрасте начал заниматься футболом в школе «Ярославец» («Шинник»), первый тренер — Валерий Леонидович Чистяков. В конце 1977 года дебютировал на взрослом уровне в составе «Шинника», выступавшего в первой лиге, в матче против «Терека». В 1979 году был призван в армию, в это время играл за смоленскую «Искру», севастопольскую «Атлантику» и тольяттинское «Торпедо».
В 1981 году вернулся в «Шинник» и выступал за команду следующие 12 сезонов, в общей сложности сыграл 411 матчей в чемпионатах СССР и России и забил 34 гола. Дебютный матч в первом чемпионате России сыграл 1 апреля 1992 года против «Кубани». Свой единственный гол на высшем уровне забил 26 апреля 1992 года в ворота «Асмарала».
После вылета «Шинника» из высшей лиги футболист вместе со своим одноклубником Юрием Моисеевым перешёл в «Океан» из Находки, сыграл 28 матчей в высшей лиге и пять — в переходном турнире, команда по итогам сезона покинула высшую лигу. В 1994 году по приглашению бывшего тренера «Океана» Александра Аверьянова перешёл в анапский «Спартак», но уже через пару месяцев из-за финансовых проблем и тренер и футболист покинули команду. В последние годы карьеры выступал за любительские клубы Ярославля и Переяславля-Залесского.
С 1999 года работает детским тренером в школе «Шинника», выступает за ветеранскую команду.

## Личная жизнь
Жена Татьяна, с которой Евгений познакомился во время выступлений в Тольятти. Два старших брата, Николай и Михаил, играли в футбол на любительском уровне за команду завода «Металлист».

## Достижения
- Обладатель Кубка РСФСР: 1980